# Aloys Geefs

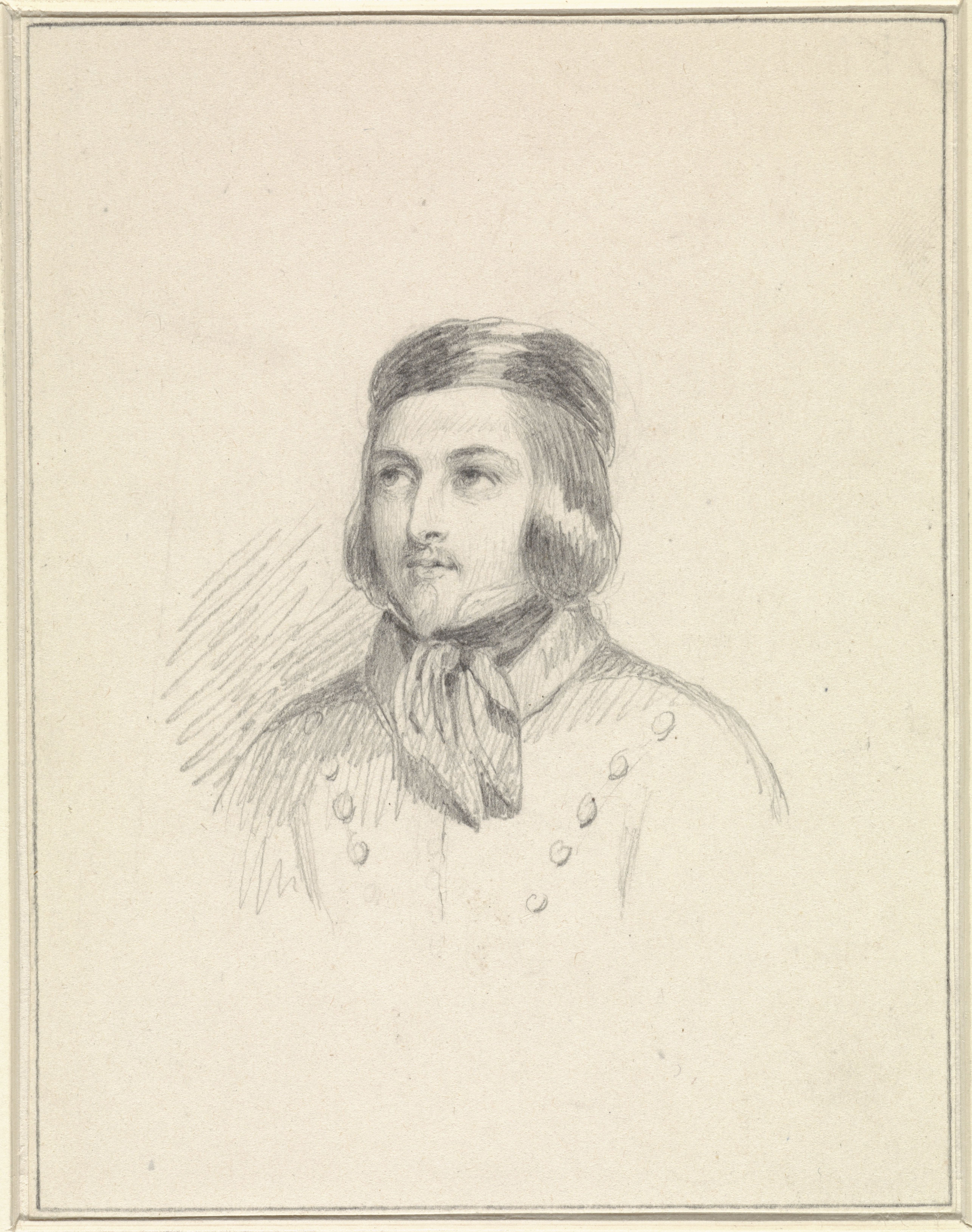
Selbstbildnis im Rijksmuseum in Amsterdam

Aloys Geefs, auch Louis Geefs oder Aloysius Geefs (* 25. Januar 1817 in Antwerpen; † 31. August 1841 in Auteuil, [heute Paris]) war ein belgischer Bildhauer und Maler.

## Familie
Aloys Geefs hatte zwei Brüder und vier Halbbrüder. Alle sieben waren bekannte Bildhauer. Aus der ersten Ehe seines Vaters Joannes Geefs (25. April 1779 – 3. Dezember 1848) mit Joanna Theresia Verbruggen (8. November 1775 – 14. Januar 1822) sind die Brüder:
- Guillaume (Willem bzw. Wilhelm) Geefs (10. September 1805 – 19. Januar 1883)[2]; Guillaume Geefs war verheiratet mit Fanny Geefs (2. Mai 1807 in Brüssel – 23. Januar 1883 in Schaerbeek)
- Joseph Germain Geefs, auch Jozef Geefs (23. Dezember 1808 – 9. Oktober 1885)

Aus der zweiten Ehe des Vaters mit Dymphna Vermeulen (24. Juli 1788 – 22. Juni 1843) stammen die Halbbrüder:
- Jean Geefs (24. April 1825 – 9. Mai 1860)
- Theodore Geefs, (1827–1867)
- Charles Geefs (1. Januar 1829 – 5. April 1911)
- Alexandre Geefs (1. Januar 1829 – 1866).

Er war wie sein Halbbruder Charles ein Schüler seines Bruders Guillaume. Bereits im Alter von 12 (oder 13 oder 15) Jahren erhielt er einen Preis an der Akademie in Antwerpen. Im Alter von 17 erhielt er einen Preis in Brüssel.

## Werke (Auswahl)
Für seine lebensgroße Statue des sterbenden Epaminondas erhielt er im Jahr 1837 in Brüssel den ersten Preis und für ein Flachrelief im Jahr 1838 mit dem Titel Belgien, wie es den Entwurf zu einer Eisenbahn aus den Händen des Genius des Gewerbfleißes empfängt (Belgique rececant des mains du Génie de l’industrie le plan général du chemin de fer) eine Auszeichnung im Salon in Gent.
Er fertigte eine Reihe von Büsten an, darunter eine Beatrice von Dante, die auf der Brüsseler Ausstellung 1839 gezeigt wurde.
Seine Statue Jesuskind, das die Welt segnet, blieb unvollendet.
Er hinterlässt mehrere Ölmalereien, die sich mit biblischen oder historischen Themen beschäftigen. Eine Geißelung Christi wird namentlich erwähnt.
Der niederländische Schriftsteller und Dichter Johannes Immerzeel berichtet in seinem Nachschlagewerk über das Leben und Werk niederländischer und flämischer Maler, Bildhauer, Graveure und Baumeister von 1500 bis 1850, dass Aloys Geefs im Alter von 24 Jahren in den Armen seines Bruders Joseph starb. Joseph Geefs lebte und arbeitete von 1838 bis 1841 in Paris.
In einem Nachruf in einer Chronik von 1841/1842 wird erwähnt, dass er hingegen im Alter von 23 Jahren nach langer und schmerzhafter Krankheit verstarb.
Er ist in Paris auf dem Friedhof Père-Lachaise beigesetzt.